# Garelli Bonanza
Die Garelli Bonanza ist ein kompaktes Mokick des italienischen Herstellers Garelli, das von 1973 bis 1974 produziert wurde. Das Fahrzeug basiert auf dem Vorgängermodell Garelli-Mini-Mokick.

## Geschichte
Das Mokick wurde exklusiv für den deutschsprachigen Raum entwickelt und ab 1973 als eigenständiges Modell in Italien produziert. Den Import und den Vertrieb in Deutschland übernahm der Neckermann Versand.
Trotz einer nur zweijährigen Produktionszeit entwickelte sich das Mini-Mokick zum bekanntesten und erfolgreichsten Mini-Bike von Garelli im deutschsprachigen Raum. Das Modell wurde im Vergleich zum Vorgängermodell nochmals technisch überarbeitet: Der Motor erhielt unter anderen einen neuen Aluminium-Zylinderkopf und eine höhere Verdichtung. Die Teleskopgabel wurde weiter verbessert. Die Schutzbleche bestanden aus hochglanzpoliertem Edelstahl. Auch die Tankbeschriftung wurde gegenüber dem Vorgängermodell modernisiert: Das stilisierte Vogellogo und der Schriftzug „Mini-Mokick / Minibat“ wichen einem neuen, in Schwarz gehaltenen „Garelli“-Schriftzug auf silberfarbigen Grund.
Ebenfalls überarbeitet wurde der Lenker: Zur Erhöhung der Sicherheit erhielt er zusätzlich zu den beiden Lenkerklemmen eine verstärkte Halterung. Sie sollte verhindern, dass der vergleichsweise hohe Lenker bei einem Frontalaufprall nach vorne abknickt.
Besonders auffällig war die leuchtend orangefarbene Lackierung nach RAL 2011. Diese Farbwahl orientierte sich an dem Bonanzarad, das von Kynast in Osnabrück gefertigt und ebenfalls über Neckermann vertrieben wurde.

## Technik
Das Mokick hatte den neuentwickelten 49-cm³-Zweitaktmotor aus der sogenannten „G“-Motorenfamilie (G4ak) mit geradlinigeren Kühlrippen am Zylinder und Zylinderkopf statt der früheren runden Formen der Typen 351/353/354/357.
Der Zylinder mit einem neuentwickelten Zylinderkopf bestand aus Grauguss. Die Leistung betrug 2,9 PS bei 5500/min, die Kraft wurde über ein Vierganggetriebe mit Fußschaltung und eine Kette übertragen. Ein Dell’Orto SHA 14/14 Vergaser mit Kaltstartautomatik versorgte den Motor mit Kraftstoff (Verbrauch ca. 2 l/100 km).
Die Vorderradfederung bestand aus einer Teleskopgabel, hinten war es eine Schwinge mit zwei Federbeinen. Das Fahrzeug hatte Trommelbremsen an beiden Achsen. Das Leergewicht betrug 59 kg; der Tank fasste 8,5 Liter.

## Motordaten
- Typ: Garelli Einzylinder-Zweitaktmotor mit Kickstarter (G4ak)
- Hubraum: 49 cm³
- Bohrung × Hub: 40 mm × 39 mm
- Verdichtung: 1 : 12
- Zündzeitpunkt: 23° v. o. T. oder 1,9 mm
- Schmierung: Gemisch 33 : 1
- Getriebeschmierung: Motoröl SAE 30 (im Winter SAE 20), ca. 500 cm³
- Leistung: 2,9 PS bei 5500/min
- Kupplung: Mehrscheiben-Ölbadkupplung
- Vergaser: Dell’Orto SHA 14/14 mit Choke, Düse 56
- Antrieb: Kette 1/2 × 3/16″, 108 Glieder inkl. Kettenschloss

## Fahrwerk und Maße
- Rahmen: Doppelschleifenrohrrahmen
- Radstand: 1030 mm
- Breite: 750 mm
- Länge: 1490 mm
- Höhe: 1050 mm
- Vorderrad: 3 × 10″
- Hinterrad: 3 × 10″ verstärkt
- Reifendruck: vorn 1,5 atü / hinten 2,8 atü
- Federung vorn: Teleskopgabel
- Federung hinten: Schwinge mit Federbeinen
- Bremsen: Trommelbremsen (vorn Handbremse, hinten Fußbremse)

## Elektrische Anlage
- Zündung: Schwungmagnetzündung 6 V 18 W
- Scheinwerfer: 6 V/15 W
- Rücklicht: 6 V 2 W 3 W
- Zündkerze: BOSCH W 225 (kurzes Gewinde, 14 × 1,25, 12,7 mm)

- Kraftstoffverbrauch: ca. 2 l/100 km
- Zulässige Höchstgeschwindigkeit: 40 km/h

## Besonderheiten
Das Mokick war auch für den einfachen Transport im Pkw geeignet. Der Lenker konnte mit wenigen Handgriffen abgeschraubt werden, sodass das Fahrzeug bequem in einen Kombi passte. Auch die vorderen Fußrasten waren einklappbar. Diese Eigenschaften machten das Mokick zu einem beliebten Freizeitfahrzeug.

## Nachfolgemodell
Ab 1975 wurde das Mokick vom Modell Garelli 40 SK abgelöst, das ebenfalls im Mokick-Segment angesiedelt war, jedoch technisch und optisch überarbeitet wurde.